# 1635 Bohrmann
1635 Bohrmann è un asteroide della fascia principale. Scoperto nel 1924, presenta un'orbita caratterizzata da un semiasse maggiore pari a 2,8552087 UA e da un'eccentricità di 0,0603195, inclinata di 1,81488° rispetto all'eclittica.
L'asteroide è dedicato all'astronomo tedesco Alfred Bohrmann.